# Krążowniki ciężkie typu D
Krążowniki ciężkie typu D – typ dwóch krążowników ciężkich, których budowę planowano w Niemczech w latach 30. XX wieku. Oba okręty były klasyfikowane przez Kriegsmarine jako Panzerschiffe („okręty pancerne”) i stanowiły ulepszoną wersję okrętów typu Deutschland.
Ich budowa została zatwierdzona przez Adolfa Hitlera w 1933 roku. Głównym przeznaczeniem okrętów było zrównoważenie jednostek budowanych w ramach nowego programu rozbudowy floty francuskiej. Wyporność jednostek zwiększono do 20 000 ton, ale Hitler pozwolił na wykorzystanie jej tylko do opancerzenia, zabraniając wprowadzenia zmian w artylerii głównej okrętów. Położono stępkę tylko jednej jednostki, ale budowę przerwano pięć miesięcy później. Władze zdecydowały bowiem, że jednostki powinny zostać powiększone, aby były w stanie zwalczać nowe francuskie pancerniki typu Dunkerque. W efekcie kontrakty na budowę obu okrętów zostały zastąpione kontraktami na budowę pancerników typu Scharnhorst.

## Projekt
Okręty zostały zaprojektowane jako kontynuacja krążowników ciężkich typu Deutschland. W 1933 roku Adolf Hitler i partia nazistowska zyskały władzę w Niemczech. W tych czasach Hitler sprzeciwiał się dużemu programowi odbudowy marynarki, niemniej zdecydował się zezwolić na ograniczoną budowę jednostek, by zrównoważyć francuską ekspansję morską. Zezwolił on Kriegsmarine na zbudowanie dwóch dodatkowych Panzerschiffe by uzupełnić trzy jednostki typu Deutschland. Nakazał by wyporność została ograniczona do 19 000 ton, a artyleria głównego kalibru nadal składała się z dwóch wież z trzema działami kal. 28 cm każda . Admirał Erich Raeder, dowódca niemieckiej marynarki wojennej, wspierał wzmocnienie pancerza na nowych okrętach i chciał rozważyć możliwość dodania trzeciej wieży. Jednak okazało się, że trzecia wieża nie może zostać dodana do jednostek, gdyż spowodowałoby to wzrost wyporności ponad limit 19 000 ton zaakceptowany przez Hitlera .
Okręty zostały zaprojektowane pod nazwami kontraktowymi „D” i „E”, przyznano im także tymczasowe nazwy „Ersatz Elsaß” i „Ersatz Hessen”, jako że miały zastąpić stare predrednoty „Elsaß” i „Hessen”. Kontrakt na pierwszy okręt („D”) został przydzielony 25 stycznia 1934 roku stoczni Kriegsmarinewerft w Wilhelmshaven. Stępkę jednostki położono 14 lutego. W tym samym miesiącu Kriegsmarine zdecydowała się zmienić projekt, by mógł on toczyć walkę z budowanymi przez Francję pancernikami typu Dunkerque. Wyporność została zwiększona do 26 000 ton, dołożono także trzecią wieżę uzbrojoną w trzy działa kal. 28 cm . W związku z tym prace na „D” zostały wstrzymane 5 lipca, a stępki „E” nigdy nie położono. Kontrakty na budowę anulowano, przesuwając wysiłki na budowę dwóch pancerników typu Scharnhorst.

### Charakterystyka techniczna
Okręty miały mieć 230 m długości całkowitej i 225 m na linii wodnej. Szerokość miała wynosić 25,5 m a zanurzenie 8,5 m. Ostateczny projekt miał planowaną wyporność 20 000 ton. Okręt „D” miał być wyposażony w dodatkowe pomieszczenia, by mógł pełnić rolę jednostki flagowej floty. Okręt miał mieć napęd turbinowy, o mocy 125 000 shp (93 000 kW), co pozwalałoby na osiągnięcie prędkości 29 węzłów.
Uzbrojenie miało być podobne do tego użytego na jednostkach typu Deutschland. Okręty miały być uzbrojone w sześć tych samych dział C/28 kal. 28 cm o lufach długości 52 kalibrów. Miały być one ulokowane w takich samych trójdziałowych wieżach, rozważano także układ ośmiu dział umieszczonych w dwóch czterodziałowych wieżach. Działa miały dokładnie średnicę 283 mm, mogły wystrzeliwać pociski przeciwpancerne i odłamkowe (oba pociski ważyły po 300 kg). Działa używały dwóch zestawów ładunków prochowych: przedniego ładunku o wadze 36 kg w jedwabnym worku oraz głównego ładunku o wadze 71 kg w mosiężnej łusce. Pociski miały prędkość wylotową 910 m/s i przy maksymalnym kącie podniesienia armat (40 stopni) miały donośność 36 475 m. Szybkostrzelność wynosiła 2,5 pocisku na minutę . Okręty miały zapas 900 pocisków, po 150 na działo.
Artyleria średniego kalibru składała się z ośmiu dział SK C/28 kal. 15 cm L/55. Działa te mogły wystrzelić pocisk o wadze 45,3 kg z prędkością wylotową 875 m/s. Przy maksymalnym podniesieniu dział (40°) zasięg maksymalny prowadzenia ognia wynosił 23 000 m. Działa te zostały już zamówione w momencie anulowania budowy jednostek – ich dostępność wpłynęła na projekt jednostek typu Scharnhorst, które osiem ze swoich dwunastu dział kal. 15 cm miały zamontowane w dwudziałowych wieżach.
Artyleria przeciwlotnicza głównego kalibru składała się z ośmiu dział SK C/33 kal. 10,5 cm na dwudziałowych podstawach. Zastosowano podstawy typu Dopp LC/31, pierwotnie projektowane dla wcześniejszych dział SK C/31 kal. 8,8 cm. Podstawy LC/31 były stabilizowane w trzech osiach i zdolne do podniesienia dział do kąta +80°. To pozwalało na prowadzenie ognia do wysokości 12 500 m. Przeciw celom morskim działa miały zasięg 17 700 m. Działa strzelały amunicją o wadze 15,1 kg, można było zastosować pociski odłamkowe, odłamkowo-zapalające i oświetlające. Planowano także montaż innych dział przeciwlotniczych, ale ich specyfikacja nie została ustalona przed przerwaniem budowy. Okręty miały być uzbrojone w nieznaną liczbę wyrzutni torpedowych kal. 533 mm.
Pancerz okrętów typu D używał stali wyprodukowanej przez Kruppa. Pancerz górnego pokładu miał grubość 35 mm. Główny pokład pancerny miał 70 mm na dziobie, 80 mm na śródokręciu i 70 mm na rufie. wieża dowodzenia miała ściany grubości 300 mm. Główny pas pancerny miał grubość 220 mm, a pancerz cytadeli miał grubość 50 mm.